# 트란실바니아 대공국
트란실바니아 대공국은 성 이슈트반 왕관령에 속한 영토로, 합스부르크가 및 합스부르크로트링겐가의 군주들이 통치했으며, 주로 헝가리인들이 지배자였다. 오스만 제국이 중세 헝가리 왕국의 대부분의 영토에서 축출되고, 라코치 독립 전쟁(1703–1711)이 실패한 후, 합스부르크 왕가는 자신들의 "헝가리 왕"이라는 칭호를 통해 트란실바니아 후국의 옛 영토에 대한 권리를 주장하였다.
1848년 헝가리 혁명 동안, 헝가리 정부는 1848년 4월 법을 통해 트란실바니아와의 합병을 선언했으며, 이는 트란실바니아 의회가 5월 30일에 확인하고 왕이 6월 10일에 승인하여 트란실바니아를 헝가리 영토의 일부가 되도록 했다. 그러나 혁명이 실패한 후, 오스트리아의 3월 헌법은 트란실바니아 대공국을 헝가리와 완전히 독립된 별개의 왕관령으로 규정하였다. 1867년 오스트리아-헝가리 타협의 결과로, 트란실바니아 대공국은 헝가리 본토와 다시 통합되었다.